# 韋倫斯症候群
韋倫斯症候群（Wellens' syndrome）又称前降支T波综合征，是左前降支動脈（left anterior descending，LAD）狹窄型的不穩定心絞痛，併具有特殊的心電圖變化。其心電圖胸部導程的特徵為雙相性T波以及對稱倒深T波，特別是在V2及V3導極上。
有此类特征的患者病情进展快，往往冠状动脉左前降支近端存在严重狭窄，易发生广泛前壁心肌梗死。韋倫斯症候群的徵象對診斷左前降支狹窄具有高度特異性。

## 描述
典型心電圖變化為胸前導極（V2、V3）出現雙極性T波或T波倒置的情形。該徵象最初被分為A、B兩型，但後來認為是同一種症候群在不同時間點的時序性變化。一開始會呈現對稱的雙相型（biphasic）T波倒置，後來會逐漸在胸前導極形成倒深T波。虽然心电图T波改变具特征性，但无明显ST段抬高，无Q波，心前R波进展正常，且心脏指标正常或轻微升高，因此及时识别心电图非常重要。此综合征代表了冠状动脉疾病的梗死前阶段，若未即时治疗，可发展为令人遗憾的前壁心肌梗死。
Rhinehart等人在2002年對該症候群進行下列描述：
- V2、V3雙極性T波或倒深T波（可能延伸至V1-6）
- ST段微幅（< 1mm）或沒有升高
- 胸前導極無Q波出現
- R波遞增（R wave progression）正常
- 近期有心絞痛病史
- 該心電圖變化通常發生於無痛期（pain-free state）
- 心臟酵素正常或微幅上升

## 臨床意義
該徵象在診斷及預後評估上具有重要的價值。有研究發現，該症候群所有患者的左前降支動脈皆阻塞面積超過50%，平均阻塞面積則高達85%。在診斷左前降支動脈（LAD）狹窄的敏感度為24.6%，特異度為96.2%，具有高度特異性，意即發生此徵象者有極高的機會具有左前降支狹窄的問題。
有病例報告顯示壓力性心肌症（Takotsubo cardiomyopathy）也會有此變化。

## 治療
若缺乏治療，患者的病程極可能會進展至心肌梗塞。因此除抗血栓藥物治療之外，若無禁忌症，建議進行經皮冠狀動脈介入治療（PCI）進行根本治療。

## 流行病學
韋倫斯症候群並非罕見狀況，約有14%-18%的不穩定性心絞痛入院的患者會如此表現，且約8.8%患者具有非ST上升型心肌梗塞（NSTEMI）的情形。若在初次發病後，持續監測心電圖24小時，則高達六成的患者在某段時間會有此表現。

## 發現
1979年，葛森（Gerson）等人描述了一群近端LAD狹窄的患者，在進行活動時，胸前導極的心電圖出現了「U波」，當時所指的「U波」是指雙相性T波後半段倒置的部分。1982年，亨里克·瓊·喬斯特·韋倫斯（Hein J. J. Wellens）等人根據一群不穩定性心絞痛患者描述了此徵象。

## 圖像

動態冠狀動脈照影術。左圖顯見患者近端LAD嚴重狹窄（95%），右圖為通血管之後的影像，可以完整看到LAD。
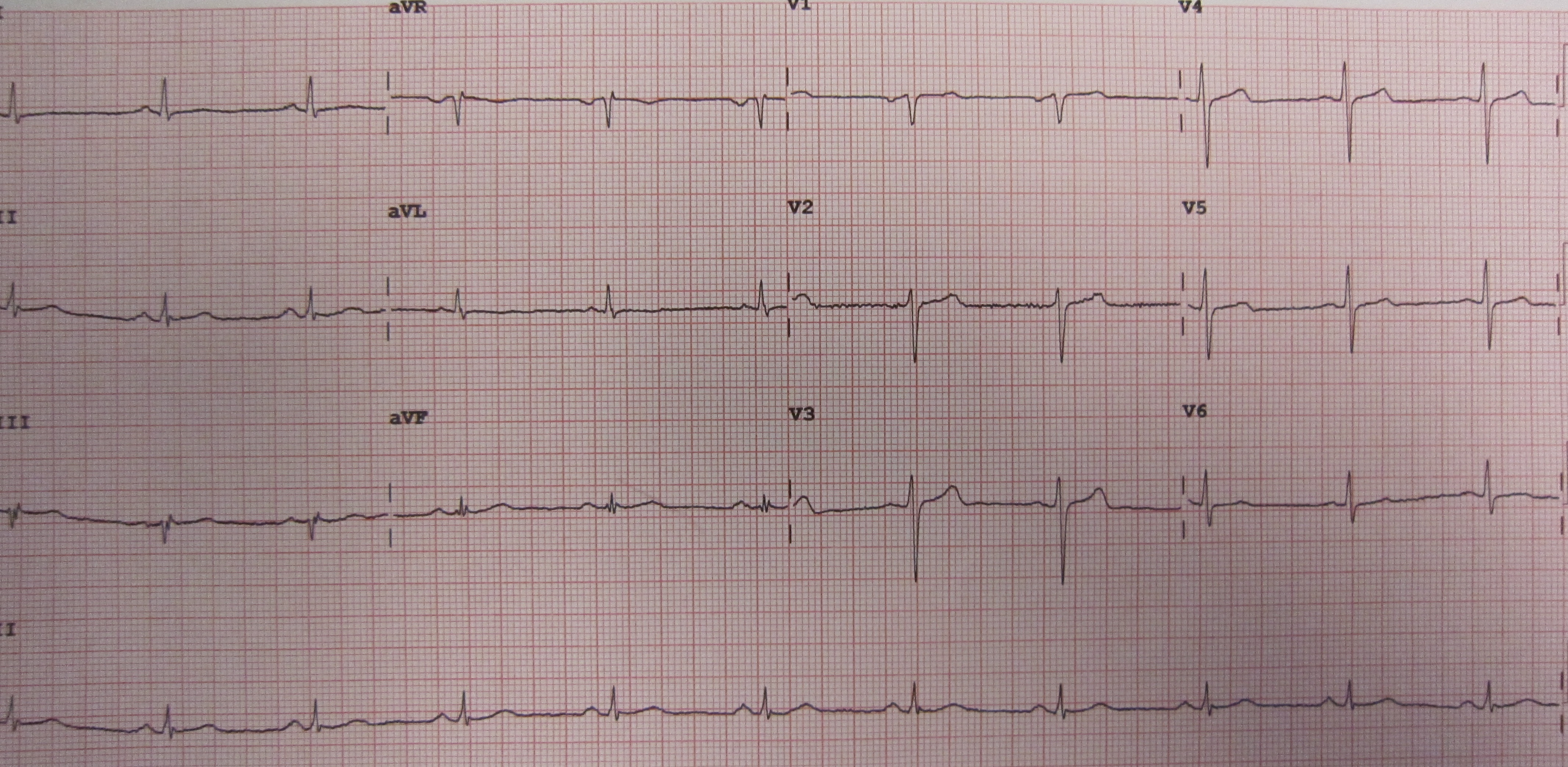
胸痛期的心電圖，圖中V2-V3並無倒置。
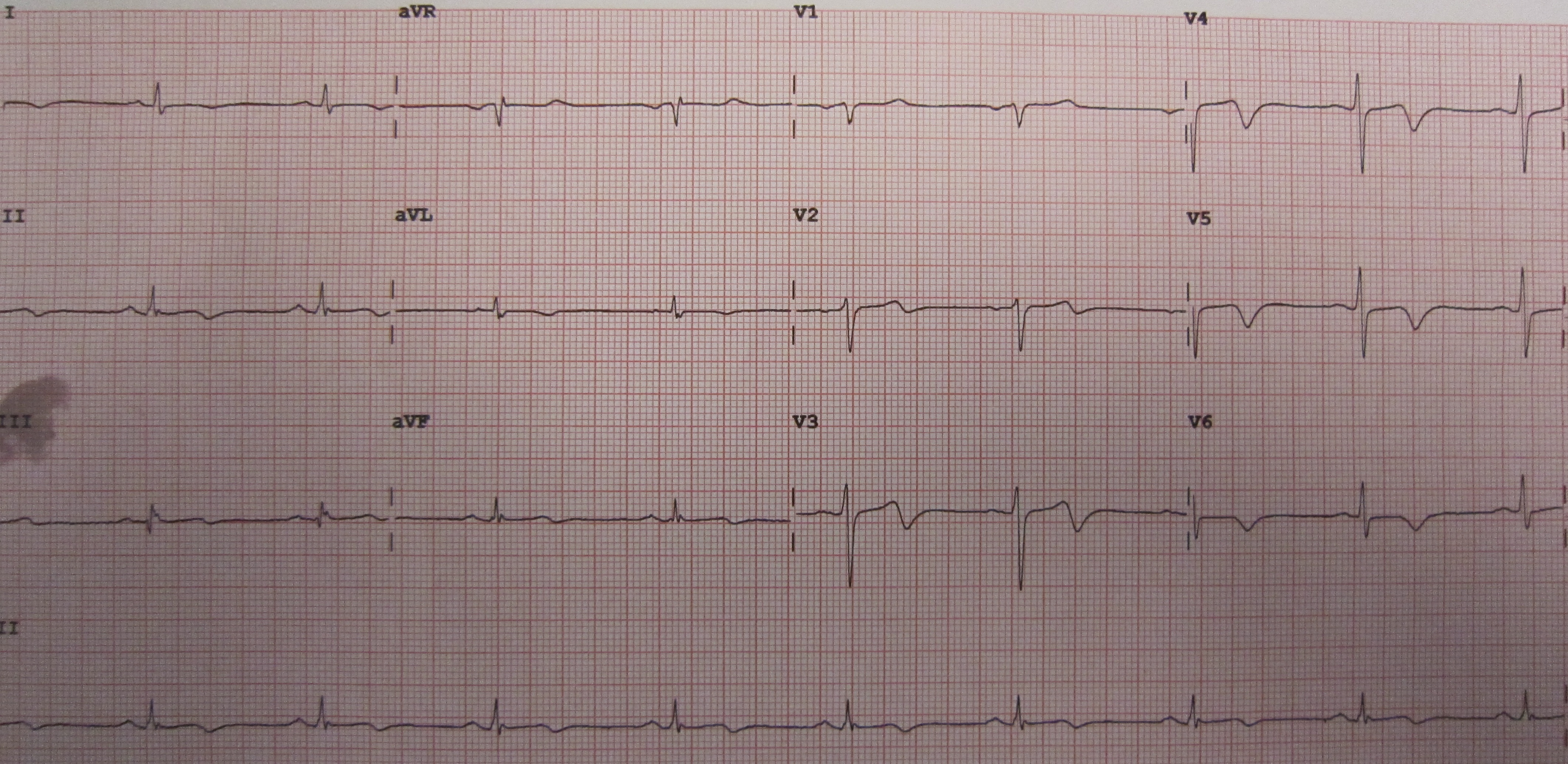
無痛期的心電圖，可以看到V2-V3呈現雙極性T波。